# Глютин
Глютин — білок з колагену, основний компонент тваринного клею. Утворюється шляхом кип'ятіння кісток тварин, хрящів та шкіри і кісток риб.
Білок колаген, який входить до складу колагенових волокон сполучної тканини за тривалого варіння м'яса переходить у глютин, що засвоюється організмом. Таким чином, при нагріванні колаген з водою гідролізується на глютин і желатин.
Глютин не слід плутати з глютеном (клейковиною), рослинним сполучним матеріалом. В англійській мові глютен (клейковина) виступає як синонім для гліадин (компонент клейковини) і желатин.

## Утворення глютину і застосування його в кулінарії
Теплове оброблення призводить до дезагрегації макромолекул колагену, характер яких залежить від температури і тривалості нагрівання. За помірного теплового впливу колаген «зварюється» внаслідок порушення частини видимих зв'язків у середині пептидних ланцюгів. Зміни їх взаєморозташування у триспіральній структурі тропоколагену супроводжується її розпушенням, підвищенням гідратації системи і збільшенням доступних пептидних зв'язків дії протеаз.

Підвищення температури (до 90°С) і збільшення тривалості нагрівання зумовлюють гідротермічний розпад тропоколагену на складові макромолекули — пептиди в результаті руйнування водневих зв'язків між ними. Продукт дезагрегації колагену — глютин — інтенсивно набухає у воді й за температури 40°С переходить у розчин, зниження температури якого супроводжується утворенням драглів. 

Глютин легко перетравлюється протеолітичними ферментами. Подальше нагрівання за підвищених температур приводить до гідролізу пептидних зв'язків з утворенням низькомолекулярних продуктів — глютоз (желатоз). При цьому може відбуватися їх взаємодія з утворенням нових сполук.
Глютин також утворюється за мокрого способу переробки жирової тканини, яка в процесі термічного оброблення перебуває у безпосередньому контакті з гарячою водою або гострою парою. При цьому більша частина білків, в основному колаген, зварюються і гідролізуються з утворенням глютину (бульйону).
У консервному виробництві використовують субпродукти першої категорії (печінку, нирки, язики, серце, мозок, діафрагму) та субпродукти другої категорії (вим'я ВРХ, рубець, легені, голови, м'ясну обрізь, ноги та путовий суглоб, вуха, губи ВРХ, м'ясо-кісткові хвости, трахею і м'ясо стравоходу). За хімічним складом субпродукти наближаються до м'яса і мають значну кількість цінних білків, але вони містять і жорстку сполучну тканину, тому ці субпродукти доцільніше використовувати для виготовлення стерилізованих консервів, оскільки під час термічного оброблення відбувається гідротермічне руйнування щільної сполучної тканини з утворенням розчинного глютину, завдяки чому поліпшуються органолептичні показники і поживна цінність продукту.
У фарш для м'ясних консервів додають вологозв'язувальні компоненти: 3–6 % крохмалю, 0,5 % фосфатів, а підвищений вміст сполучної тканини (за рахунок додавання свинячої шкурки, подрібнених сухожиль) завдяки гідротермічному розпаду колагену з утворенням глютину під час стерилізації сприяє поліпшенню структури фаршу після охолодження. При стерилізації консервів під впливом температури за наявності вологи відбувається дезагрегація (пептизація) колагену з утворенням глютину, який за температури понад 40°С необмежено розчиняється у воді. При охолодженні розчини желатину застигають, утворюючи желе.

## Інші застосування
Історично використовується як клей для дерева, картону, паперу і тканини. Глютиновий клей в побуті відомий під назвою столярного тваринного клею.